# Club Patín Mieres
El Club Patín Mieres, actualmente eNe Oposiciones CP Mieres por motivos de patrocinio, es un equipo de hockey sobre patines con sede en Mieres, Asturias (España). 
Su equipo masculino compite en OK Liga Bronce y su equipo femenino en OK Liga Femenina.

## Historia
Se fundó en 1955 como Club Fabrimieres, al ser un club deportivo de la Fábrica de Mieres, formando un equipo juvenil que jugaba dentro del campo de deportes de las Moreras, en una pista de juego de cemento pulido y con medidas reglamentarias de 36×18 a la que se añadió una grada de madera y hierro para cerca de 400 espectadores. En septiembre de 1955 se inscriben en la liga juvenil y ganan el título regional, contra equipos de la talla del Colegio de la Inmaculada (Gijón), el Camocha, el Real Grupo de Cultura Covadonga, el Auseva o el Sanfer de Avilés. Como campeones asturianos, disputan la fase sector en Torrelavega con los cántabros y los leoneses, quedando primeros del grupo y pasando directamente a la fase final del nacional en San Sebastián, donde lograron la octava posición entre los doce campeones regionales. Su presidente era Alfredo Visiola Rollán, que hoy da nombre al Pabellón Municipal de Deportes Visiola Rollán.
En 1962 se desvincula de la Fábrica de Mieres y pasa a denominarse Club Patín Mieres, y en 1965 cambió de pista de juego a una municipal junto al campo de fútbol de Mieres. En 1972 vuelve a cambiar de nombre a Club Patín Kiber cuando la empresa Destilería Kiber se hace cargo del patrocinio del club. 
En la temporada 1974-1975 pasan a jugar en el Pabellón Deportivo del Batán, con una capacidad para más de 1500 espectadores, que se inauguró en 1973 albergando la final de la Copa del Generalísimo entre el Reus y el Sardañola, y el equipo asciende a la máxima categoría, la División de Honor, donde se mantuvo durante tres temporadas. Tras el descenso de 1979, Kiber cesó su patrocinio y se volvió a la denominación de Club Patín Mieres hasta 1996, cuando se firma un convenio por cuatro años con la Universidad de Oviedo, por lo que el club pasa a llamarse Universidad Campus Mieres Club Patín.
En 2024 el equipo femenino ocupó la plaza en la OK Liga Plata Femenina que tenía el Club Patín Cuencas Mineras, y al término de la temporada ascendió a la OK Liga Femenina.